# Колосов, Николай Григорьевич (гистолог)
Никола́й Григо́рьевич Ко́лосов (30 апреля 1897, Красная Сосна, Симбирская губерния, Российская империя — 1 марта 1979) — советский гистолог, член-корреспондент АМН СССР (1945) и АН СССР (1953).

## Биография
Родился 30 апреля 1897 года в Красной Сосне. 
Учился в Симбирской мужской гимназии, окончил в 1916 году. В 1919 году поступил в КазГУ, который он окончил в 1924 году. Дипломированного специалиста оставил у себя его преподаватель А. Н. Милославский, и тот работал ассистентом кафедры гистологии вплоть до 1940 года.
В 1940 году переехал в Сталинград, где до 1945 года был профессором Сталинградского медицинского института.
В 1945 году переехал в Саратов, где до 1950 года работал в Саратовском медицинском институте.
С 1950 по 1979 год работал в Институте физиологии, одновременно с этим с 1953 по 1979 год занимал должность профессора ЛенГУ.
Скончался 1 марта 1979 года, похоронен на Серафимовском кладбище Санкт-Петербурга.

## Научные работы
Основные научные работы посвящены нейрогистологии. Автор свыше 70 научных работ.

## Членство в обществах
- 1945—1979 — Член-корреспондент АМН СССР.
- 1953—1979 — Член-корреспондент АН СССР.

## Награды и премии
- Орден Ленина.
- 1965 — Золотая медаль ВДНХ СССР.
- 1966 — Премия имени В. П. Воробьёва.
- Ряд других научных медалей.